# Cylindromyia pandulata
Cylindromyia pandulata är en tvåvingeart som först beskrevs av Matsumura 1916.  Cylindromyia pandulata ingår i släktet Cylindromyia och familjen parasitflugor. Inga underarter finns listade i Catalogue of Life.